# マルチトレインコントローラ
マルチトレインコントローラ (MULTI TRAIN CONTROLLER) は、2003年12月に発売されたPlayStation 2の周辺機器である、略称はMTC。
製造発売元はシープス、販売元はタイトー。

## 概要
電車でGO!が人気を博して以来、PS2では電車でGO!の新たな作品が発売されると共に専用コントローラーも同時に発売されていった(電車でGO!専用コントローラも参照のこと)。また、Train Simulator(以下TS)でも、2002年に『Train Simulator Real THE 京浜急行』専用のコントローラが発売された。しかし、それぞれの専用コントローラは基本的に対応するゲームが同時発売されたタイトルに限定されているため、新作が出る度にコントローラを買わねばならず、またタイトルごとの対応コントローラにおける互換性の無さなども問題となっていた。
これに対して、PS2で発売された電車でGO!及びTSの全タイトルに対応するべく発売されたのがこのマルチトレインコントローラ(以下MTC)である。MTCは大手私鉄で一般的なT型ワンハンドルマスコンを採用しており、PS2用の電車でGO!専用コントローラが全てツーハンドル型なので電車でGO!一部作品では唯一使用できるワンハンドル型コントローラともなっている。

## 特徴
MTCの最大の特長は、電車でGO!とTSというPS2における列車運転ゲームの2大ゲームの全てに対応しているという互換性の高さである、ゲーム毎にマスコンのノッチ段数をリアルに再現しているTSでも運転できるように対応作品別のノッチギアカセット(段数切り替え器とも言う)が同梱されている。使用する際はゲーム毎に指定されているノッチギアカセットを挿し込み交換してプレイする。
同梱されているノッチギアカセットの対応作品は以下の通り、Pは加速(パワーの略)、Bはブレーキである。
- P4-B7：『Train Simulator+電車でGO! 東京急行編』
- P4-B7(B1無し)：『Train Simulator 御堂筋線』
- P5-B5：『Train Simulator Real THE 京浜急行』、『Train Simulator 京成・都営浅草・京急線』
- P5-B8：『電車でGO!3通勤編』以降のPS2版電車でGO!全シリーズ、『Train Simulator Real THE 山手線』

MTC発売後に発売された『Train Simulator 九州新幹線』でもMTCで運転できるようにJR九州商事からゲームに対応した下記のノッチ段数のノッチギアカセットが同時に発売された。
- P5-B7：787系用
- P13-B7：800系用(『Train Simulator 京成・都営浅草・京急線』でも京成AE形のみこのノッチギアカセットに対応している)

電車でGO!シリーズの一部作品ではMTCを電車でGO! コントローラType2として認識するためゲーム中のコントローラ表示では電車でGO! コントローラType2の画像が表示される。他にフリーソフトで公開されているドライバをインストールすればPC列車運転シミュレータBVE Trainsimの大半の車両でもMTCが使用できる。なお、下のリンクからダウンロード出来るドライバでは、P5-B5以外が動作しないという報告もあり、P4-B7、P5-B7の利用には入力デバイスプラグインのインストールが必要である。このプラグインはbve5wikiで公開されており、下のリンクからダウンロード出来るドライバとセットでの使用が必要である。なお公式にはPlayStation 3 (PS3) には対応しておらず、PS3専用ソフトのRailfanシリーズには対応していない。

## その他
製造発売元のシープスは倒産していて現存しないため、MTCの箱や説明書に記載されている連絡先は使えない。また、TSシリーズの製作元音楽館でもあくまでMTCは他社販売品であるため、一切のサポートをしないことを公式サイト上に表記している。
電車でGO!コントローラー同様、MTCは絶版であることから中古でも定価の3倍近い値段がつくこともある。